# 토시오 나카야마
토시오 나카야마(영어: Tosiwo Nakayama, 일본어: 中山 利雄 나카야마 도시오[*], 1931년 11월 23일 ~ 2007년 3월 29일)는 미크로네시아 연방의 초대 대통령이었다. 그는 1979년 집권했으며 1987년까지 그 권한을 맡았다.
나카야마는 미크로네시아 추크 주에서 일본인 아버지와 미크로네시아인 어머니 사이에서 태어났으며, 그의 형은 현재 주일본 미크로네시아대사관의 대사인 마사오 나카야마이다. 2007년 3월 29일에 미국 하와이주 호놀룰루에서 75세를 일기로 사망했다.